# Datura discolor
Datura discolor é uma espécie herbácea anual pertencente à família Solanaceae (solanáceas), nativa do deserto de Sonora, no oeste da América do Norte, onde ocorre em solos arenosos.

## Descrição
A espécie Datura discolor é um pequeno arbusto erecto, que pode atingir os 120 cm de altura, com folhagem de coloração verde claro, com caules raiados de roxo. As folhas são ovaladas, geralmente inteiras, mas por vezes dentadas.
Datura decolor apresenta as maiores flores de entre as espécies de Datura, o que torna a espécie atractiva para o cultivo em jardins. As flores abrem apenas por uma noite e murcham no dia imediato. O fruto é uma cápsula espinhosa com pequenas sementes arredondadas de coloração escura.
A espécie tem distribuição natural numa região que se estende desde o México até ao sueste dos Estados Unidos e às Antilhas. Ocorre em terrenos arenosos com elevada exposição solar.
Todas as partes da planta contêm níveis perigosos de uma mistura de alcalóides tóxicos, podendo ser fatal se ingerido por humanos ou outros animais, incluindo gado e animais de companhia. Em algumas regiões é proibido comprar, vender ou cultivar as plantas de Datura.

## Taxonomia
Datura discolor foi descrita por Johann Jakob Bernhardi e publicado em Linnaea 8: Litt. Ber. 138, no ano de 1833. O nome genérico Datura deriva do termo hindi dhatūrā ("maçã espinhosa"), uma referência ao aspecto dos frutos, sendo um nome que já era utilizado em sânscrito. O epíteto específico discolor tem como etimologia o termo latino para designar duas cores, uma referência á mancha colorida existente na base da corola.
O sinónimo taxonómico Datura ceratocaula foi descrito por Casimiro Gómez Ortega e publicado em Novarum, aut Rariorum Plantarum Horti Reg. Botan. Matrit. Descriptionum Decades 11, no ano de 1797.